# Abschnittsbefestigung Sternsteinberg

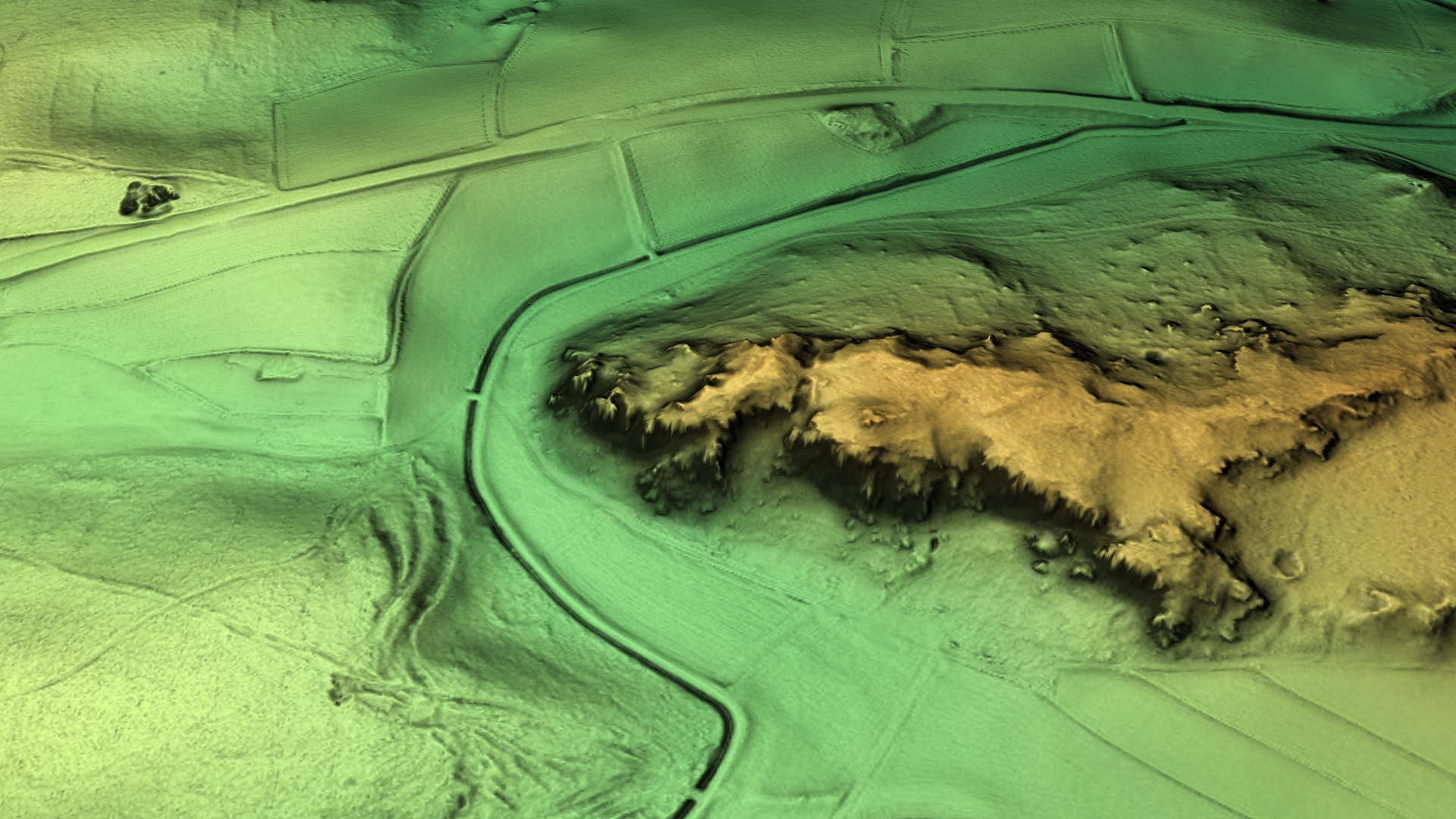
3D-Ansicht des digitalen Geländemodells

Die Abschnittsbefestigung Sternsteinberg befindet sich im Gebiet der Oberpfälzer Stadt Sulzbach-Rosenberg im Landkreis Amberg-Sulzbach von Bayern. Die Anlage liegt etwa 1700 m westlich der Stadtpfarrkirche von Sulzbach auf der Westspitze des Sternsteinberges. Das Objekt wird vom Bayerischen Landesamt für Denkmalpflege unter der Denkmalnummer D-3-6436-0057 als „Höhensiedlung mit Abschnittsbefestigung vor- und frühgeschichtlicher Zeitstellung“ geführt.

## Beschreibung
Die das östliche Rückgelände etwas überragende Westkuppe des Sternsteinberges wird durch einen Nord-Süd verlaufenden Halsgraben von ca. 40 m Länge abgetrennt. Der Aushub ist nach außen verworfen. Etwa in der Mitte teilt eine Erdbrücke den Graben.